# О порядке ведения дел о подготовке или совершении террористических актов
«О порядке ведения дел о подготовке или совершении террористических актов» — постановление ЦИК СССР от 1 декабря 1934 года. Постановление было принято через несколько часов после убийства С. М. Кирова.
Постановление ЦИК Союза ССР «О внесении изменений в действующие уголовно-процессуальные кодексы союзных республик» ввело понятие «террор» в рамки советского законодательства.

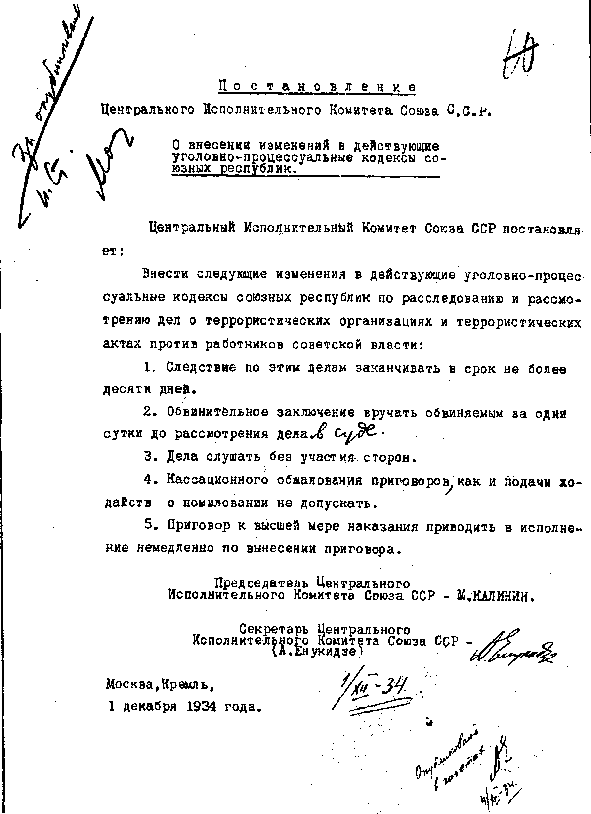
Постановление ЦИК и СНК СССР от 1 декабря 1934 г. «О внесении изменений в действующие уголовно-процессуальные кодексы союзных республик»

Текст был написан лично Г. Г. Ягодой, отредактирован И. В. Сталиным, подписан М. И. Калининым и А. С. Енукидзе и принят за один день.
Позднее было принято другое постановление — «О внесении изменений в действующие уголовно-процессуальные кодексы союзных республик», которое существенно конкретизировало написанный 1 декабря документ. Как и первый документ, оно датировано 1 декабря, но было напечатано позднее.
Согласно постановлению, следствие должно вести дела обвиняемых в терроризме в ускоренном порядке (10 дней), с немедленным исполнением приговора.
Обвинительное заключение вручалось за день до суда; исключалось присутствие адвоката, открытость и обжалование.
Этим законом, по мнению некоторых авторов, была создана правовая база для «Большого террора».
В рамках десталинизации, 19 апреля 1956 года был издан и опубликован указ Президиума Верховного Совета СССР об отмене этого постановления.